# اليوم العالمي للغة الإنجليزية
اليوم العالمي للغة الإنجليزية هو يوم عالمي فيه يُحتلف باللغة الإنجليزية في 23 نيسان / أبريل من كل عام.

## تاريخ
في إطار جهود الأمم المتحدة لتعدد اللغات والثقافات، ولرفع مستوى الوعي التاريخي والثقافي وإنجازات كل لغة من اللغات. وبناء على مبادرة ايونسكو، المنظمة العالمية للتربية والثقافة والعلوم، أعلن في 19 شباط / فبراير الاحتفال بكل لغة من اللغات الرسمية للأمم المتحدة، وتقرر تكريم اللغة الإنجليزية في 23 نيسان / أبريل وهو التاريخ المتعارف عليه تقليديًّا على أنه يوم ميلاد وليام شكسبير الشاعر الإنكليزي، الذي يعده الكثيرون أعظم كاتب مسرحي في كل العصور.

## وصلات خارجية
- "اليوم العالمي للغة الإنجليزية" صفحة الأمم المتحدة (باللغة الإنجليزية).